# Pycnophyes robustus
Pycnophyes robustus är en djurart som tillhör fylumet pansarmaskar, och som beskrevs av Carl Zelinka 1928. Pycnophyes robustus ingår i släktet Pycnophyes och familjen Pycnophyidae. Inga underarter finns listade i Catalogue of Life.